# U-357
Unterseeboot 357 foi um submarino alemão do Tipo VIIC, pertencente a Kriegsmarine que atuou durante a Segunda Guerra Mundial.

## Comandantes
| Comandante           | Data                                         |
| -------------------- | -------------------------------------------- |
| Kptlt. Adolf Kellner | 18 de junho de 1942 - 26 de dezembro de 1942 |

## Subordinação
Durante o seu tempo de serviço, esteve subordinado às seguintes flotilhas:
| Período                                        | Flotilha                                  |
| ---------------------------------------------- | ----------------------------------------- |
| 18 de junho de 1942 - 30 de novembro de 1942   | 8. Unterseebootsflottille (treinamento)   |
| 1 de dezembro de 1942 - 26 de dezembro de 1942 | 6. Unterseebootsflottille (serviço ativo) |